# ノブレ・バリエンテ・アッチェ・ロビート・デ・セレッソ
「ロビー」ことノブレ・バリエンテ・アッチェ・ロビート・デ・セレッソ (Noble Valiente Hache Lobito de Cerezo) は、Jリーグ・セレッソ大阪のマスコットキャラクター。モチーフはオオカミ。
本項目ではもう一体のマスコットである「マダム・ロビーナ」ことエレガンテ・エスプレンディーダ・マダマ・ロビーナ・デ・セレッソ (Elegante Esplendida Madame Lobina de Cerezo)についても記す。

## 概要
知性と敏捷性、グループで狩りをするという団結力を持ったオオカミのマスコット。2008年10月に「マダム・ロビーナ」が登場。共にクラブやスタジアムの盛り上げに一役買っている。

## プロフィール
ロビー
名前はスペイン語で「高貴で勇敢な、由緒あるセレッソ家の”オオカミの息子”」という意味をもつ。いつもホーム用のユニフォームを着用している。バッグにスケッチブックを常備しており、メッセージを書いて観客とコミュニケーションを取ることができる。
フジテレビのバラエティ番組『めちゃ×2イケてるッ！』の企画である「めちゃイケ新メンバー 全国4大都市オーディション」に着ぐるみで参加したことがある。
マダム・ロビーナ
ロビーの母。名前はスペイン語で「優雅で華麗な、由緒あるセレッソ家の“オオカミの令夫人”」という意味をもつ。 息子とセレッソ大阪を熱く、厳しくサポートする役割。
ダンスなどの芸事やボディランゲージに優れている。2019年の開幕戦でハーフタイムショーに登場したNMB48のダンスをコピーしていた。
2023年、第107回日本選手権で行われたキャラクター50m走では、長ネギを持って走った。
公式サイトにも「ロビーの母（おかん）」とあるように、いつも「大阪のおばちゃん」をイメージさせるような派手な衣装（チームカラーのピンクがメイン）と宝飾品を着用している（ユニフォームは着用しない）。「ママチャリを乗りこなす」、「飴ちゃんを配る」などおばちゃんらしい行動を取ることも多い。